# Paratrygon aiereba
Paratrygon aiereba és una espècie de peix pertanyent a la família dels potamotrigònids i l'única del gènere Paratrygon.

## Descripció
El mascle fa 80 cm de llargària màxima i la femella 78.

## Reproducció
La femella té dues cries en cada gestació, la qual té una durada de 9 mesos.

## Alimentació
Menja insectes, crustacis i peixos.

## Hàbitat
És un peix d'aigua dolça, demersal i de clima tropical.

## Distribució geogràfica
Es troba a Sud-amèrica: conques dels rius Amazones (rius Ucayali, Solimões, Amazones,  Negro, Branco, Madeira -i els seus afluents a Bolívia- i Tocantins) i Orinoco a Bolívia, el Brasil, l'Equador, el Perú i Veneçuela.

## Estat de conservació
Les seues principals amenaces són la degradació del seu hàbitat, la persecució que pateix a les zones turístiques per por de les possibles lesions que pugui produir i la seua captura accidental per xarxes d'arrossegament al llarg dels rius Solimões i Amazones. A més, l'exportació d'aquesta espècie és il·legal des del Brasil, però no així des del Perú i Colòmbia.

## Observacions
És inofensiu per als humans.